# Polygrammodes purpureorufalis
Polygrammodes purpureorufalis là một loài bướm đêm trong họ Crambidae.